# Pseudocabima arizonensis
Pseudocabima arizonensis är en fjärilsart som beskrevs av Heinrich 1956. Pseudocabima arizonensis ingår i släktet Pseudocabima och familjen mott. Inga underarter finns listade i Catalogue of Life.